# Софія Празеріс
Софія Празеріс (порт. Sofia Prazeres; нар. 19 червня 1974) — колишня португальська тенісистка.
Найвищу одиночну позицію світового рейтингу — 152 місце досягла 9 червня 1997, парну — 171 місце — 5 травня 1997 року.
Здобула 1 одиночний та 6 парних титулів туру ITF.

## Фінали ITF
| турніри $25,000 |
| турніри $10,000 |

### Одиночний розряд: 9 (1–8)
| Результат | Ранг | Дата            | Турнір                | Покриття   | Суперниця                 | Рахунок             |
| --------- | ---- | --------------- | --------------------- | ---------- | ------------------------- | ------------------- |
| Поразка   | 1.   | 17 червня 1991  | Ковілян, Португалія   | Ґрунт      | Галя Ангелова             | 6–3, 4–6, 1–6       |
| Поразка   | 2.   | 8 лютого 1993   | Фару, Португалія      | Тверде     | Гала Леон Гарсія          | 3–6, 3–6            |
| Поразка   | 3.   | 21 лютого 1994  | Валенсія, Іспанія     | Ґрунт      | Анхелес Монтоліо          | 3–6, 0–6            |
| Поразка   | 4.   | 12 вересня 1994 | Софія, Болгарія       | Ґрунт      | Катержина Крупова-Шишкова | 3–6, 3–6            |
| Поразка   | 5.   | 3 липня 1995    | Сецце, Італія         | Ґрунт      | Марція Гроссі             | 3–6, 2–6            |
| Поразка   | 6.   | 1 липня 1996    | Штутгарт, Німеччина   | Ґрунт      | Сандра Клезель            | 6–2, 6–7, 3–6       |
| Поразка   | 7.   | 7 квітня 1997   | Афіни, Греція         | Тверде (i) | Марія Санчес Лоренсо      | 7–6(7), 1–6, 6–7(4) |
| Перемога  | 8.   | 21 квітня 1997  | Гімарайнш, Португалія | Тверде     | Кейрстен Еллі             | 6–3, 6–1            |
| Поразка   | 9.   | 9 лютого 1998   | Фару, Португалія      | Тверде     | Паула Ерміда              | 4–6, 4–6            |

### Парний розряд: 11 (6–5)
| Результат | Ранг | Дата           | Турнір                 | Покриття   | Партнерка            | Суперниці                             | Рахунок             |
| --------- | ---- | -------------- | ---------------------- | ---------- | -------------------- | ------------------------------------- | ------------------- |
| Поразка   | 1.   | 17 червня 1991 | Авейру, Португалія     | Тверде     | Хрістіна Захаріду    | Крістін Джонкоскі Сіобан Ніколсон     | 0–6, 6–2, 2–6       |
| Поразка   | 2.   | 24 лютого 1992 | Vilamoura, Португалія  | Тверде     | Танія Коту           | Светлана Кривенчева Олена Лиховцева   | 3–6, 2–6            |
| Перемога  | 3.   | 12 липня 1993  | Віго, Іспанія          | Ґрунт      | Марія Фернанда Ланда | Петра Камстра Лінда Німантсвердрієт   | 7–6(6), 3–6, 7–6(5) |
| Перемога  | 4.   | 19 липня 1993  | Більбао, Іспанія       | Ґрунт      | Марія Фернанда Ланда | Сільвія Рамон-Кортес Інмакулада Варас | 6–4, 6–4            |
| Перемога  | 5.   | 6 червня 1994  | Елваш, Португалія      | Тверде     | Анн Девріє           | Дезіре Лойпольд Ханет Соуто           | 6–2, 4–6, 7–5       |
| Поразка   | 6.   | 16 червня 1996 | Зальцбург, Австрія     | Ґрунт      | Еммануель Гальярді   | Алісія Ортуньйо Вероніка Стеле        | 0–6, 4–6            |
| Перемога  | 7.   | 8 вересня 1996 | Сполето, Італія        | Ґрунт      | Міріам Д'Агостіні    | Алісія Ортуньйо Джоелл Шад            | 6–4, 6–4            |
| Перемога  | 8.   | 13 січня 1997  | Понтеведра, Іспанія    | Тверде (i) | Алісія Ортуньйо      | Татьяна Гарбін Сара Вентура           | 4–6, 6–1, 6–4       |
| Перемога  | 9.   | 20 січня 1997  | Оренсе, Іспанія        | Тверде (i) | Алісія Ортуньйо      | Лінда Сентіс Сусанне Трік             | 6–2, 6–3            |
| Поразка   | 10.  | 16 лютого 1997 | Калі (місто), Колумбія | Ґрунт      | Ларісса Шерер        | Рейчел Макквіллан Зіна Шрайбер        | 2–6, 3–6            |
| Поразка   | 11.  | 9 лютого 1998  | Фару, Португалія       | Тверде     | Ебігейл Тордофф      | Нікола Гюбнерова Алена Пауленкова     | 2–6, 2–6            |